# الحياة الخاصة للأمير الهندي
الحياة الخاصة لأمير هندي هي رواية بقلم ملك راج أناند نُشرت لأول مرة عام 1953، يُصنف الكتاب كأحد أعمال أناند الأكثر إثارة للإعجاب والأهمية. وانسجاماً مع كتاباته الأخرى التي تتناول موضوع الإصلاح الاجتماعي والسياسي، يتناول هذا الكتاب إلغاء نظام الولايات الأميرية في الهند. في حين أن الرواية ليست سيرة ذاتية، مثل العديد من رواياته السابقة، إلا أنها تتبع أسلوب السيرة الذاتية. في عام 2004، أطلق رئيس الوزراء الهندي مانموهان سينغ طابع تذكاري تتضمن هذا الكتاب.